# Sishan
Sishan (kinesiska: 三溪, 四山乡) är en sockenhuvudort i Kina. Den ligger i provinsen Zhejiang, i den östra delen av landet, omkring 300 kilometer söder om provinshuvudstaden Hangzhou. Antalet invånare är 633. Befolkningen består av 297 kvinnor och 336 män. Barn under 15 år utgör 4,0 %, vuxna 15-64 år 71 %, och äldre över 65 år 23,0 %.
Runt Sishan är det ganska tätbefolkat, med 90 invånare per kvadratkilometer. Närmaste större samhälle är Pingdu, 13,3 km sydväst om Sishan. I omgivningarna runt Sishan växer i huvudsak blandskog.
Genomsnittlig årsnederbörd är 2 342 millimeter. Den regnigaste månaden är juni, med i genomsnitt 422 mm nederbörd, och den torraste är oktober, med 61 mm nederbörd.